# Katechismusmilch
Katechismusmilch ist der Titel eines umfangreichen religiös-literarischen Werks des evangelisch-lutherischen Theologen Johann Conrad Dannhauer, das von 1642 an in verschiedenen Ausgaben existiert. 
In Anlehnung an die Briefe der Apostel benutzt Dannhauer die Metapher der Milch, die ein Kind anstelle von fester Nahrung nährt, für seine Erklärung des kirchlichen Katechismus. Er bezieht sich dabei auf Petrus (1. Brief des Petrus 2.2)
„und 1 seid begierig nach der vernünftigen lautern Milch als die jetzt geborenen 2 Kindlein, auf daß ihr durch dieselbe zunehmet,“
(1 Brief an die Hebräer 5,12.13) (2 Evangelium nach Matthäus 18,3.4.5)
und auf Paulus (1. Brief des Paulus an die Korinther 3,1.2)
„Und ich, liebe Brüder, konnte nicht mit euch reden als mit Geistlichen, sondern als mit Fleischlichen, 1 wie mit jungen Kindern in Christo.“
(1 Evangelium nach Johannes 16.12)
„Milch habe ich euch zu trinken gegeben, und nicht Speise; denn ihr konntet noch nicht. Auch könnt ihr jetzt noch nicht.“
Im Anschluss an Dannhauer haben verschiedene andere Theologen den Titel Katechismusmilch für ihre Schriften gebraucht oder variiert, z. B. Adam Dögen für Lac Catecheticum: Lautere geistliche Catechismus-Milch (1644), Michael Ritthaler für Biblische Catechismus-Milch (1680) oder Christian Moritz Kromayer für Vernünfftige lautere Catechismus-Milch (1727).
Der Schriftsteller und Satiriker Karl Julius Weber äußerte über seine Gymnasialzeit um 1785: „Der Napf der Katechismusmilch und die Kartoffelmast des Gesangbuchs stand neben dem Pumpernickel der lateinischen Grammatik, Vokabeln und Seybolds Sprichwörtern.“
Ein Aphorismus von Georg Christoph Lichtenberg trägt den Titel Katechismusmilch.

## Quelle
- Johann Konrad Dannhauer: Catechismusmilch oder der Erklärung deß christlichen Catechismi … Theil. 10 Bände. Straßburg 1642–1678 u.ö. (Bd. 4 als Digitalisat und Volltext im Deutschen Textarchiv, Bd. 5 als Digitalisat und Volltext im Deutschen Textarchiv, Bd. 6 als Digitalisat und Volltext im Deutschen Textarchiv, Bd. 8 als Digitalisat und Volltext im Deutschen Textarchiv, Bd. 9 als Digitalisat und Volltext im Deutschen Textarchiv, Bd. 10 als Digitalisat und Volltext im Deutschen Textarchiv, Register als Digitalisat und Volltext im Deutschen Textarchiv)